# Pobè
Pobè   este un oraș  în  Benin. Este reședința  departamentului  Plateau.